# 樂乘
乐乘（？—？），中国战国时代政治人物，乐毅的族人。在燕国为将。前251年，燕王喜攻打赵国，赵将廉颇大败燕军，燕国相栗腹和乐乘被俘虏，乐乘弃燕归赵。赵国封乐乘为武襄君。第二年（前250年），乐乘、廉颇为赵围燕，燕国重礼求和。五年后（前245年），赵孝成王去世。赵悼襄王使乐乘代廉颇。廉颇攻乐乘，乐乘离开，廉颇流亡魏国。其十六年後（前228年）秦国灭赵。

## 考異
《史記 卷八十 樂毅列傳》：趙使廉頗擊之，大破栗腹之軍於鄗，禽栗腹、樂乘。
《戰國策 卷三十一 燕策三》：趙使廉頗以八萬遇栗腹於鄗，使樂乘以五萬遇慶秦於代。
梁玉繩《史記志疑》、胡三省注資治通鑒皆認為：樂乘為趙將，非燕將。

## 延伸阅读
[在维基数据编辑]
 《史記/卷080》，出自司馬遷《史記》